# Moreuil
Moreuil település Franciaországban, Somme megyében. Lakosainak száma 3968 fő (2022. január 1.). Moreuil Thennes, Braches, Hailles, Mailly-Raineval, Mézières-en-Santerre, Morisel, La Neuville-Sire-Bernard, Rouvrel és Villers-aux-Érables községekkel határos.

## Népesség
A település népességének változása:
| Lakosok száma | 4041 | 4007 | 4021 | 3980 | 3968 | 3986 | 3996 | 4000 | 3968 |
|               | 2013 | 2015 | 2016 | 2017 | 2018 | 2019 | 2020 | 2021 | 2022 |